# ÖHB-Pokal der Frauen 2020/21
Der ÖHB-Pokal der Frauen 2020/21 war die 34. Austragung des österreichischen Handballpokalwettbewerbs für Vereinsmannschaften der Frauen. Hypo Niederösterreich gewann den Pokal im Finale gegen WAT Atzgersdorf zum 31. Mal.
Aufgrund der COVID-19-Pandemie wurde die Austragung des ÖHB-Pokals der Vorsaison am 1. April 2020 nach dem Viertelfinale abgebrochen. Dementsprechend gab es keinen Sieger.

## Hauptrunden

### 1. Runde
| Datum, Uhrzeit           | Heimmannschaft                  | Ergebnis          | Gastmannschaft                          |
| ------------------------ | ------------------------------- | ----------------- | --------------------------------------- |
| 24. Jan. 2021, 16:00 Uhr | UHC Admira Wien (2L) 6 Tillmann | 24 : 18 (213 : 7) | UHC Hollabrunn (2L) 3 Geischläger, Letz |

### Achtelfinale
| Datum, Uhrzeit           | Heimmannschaft                              | Ergebnis          | Gastmannschaft                               |
| ------------------------ | ------------------------------------------- | ----------------- | -------------------------------------------- |
| 28. Jan. 2021, 20:30 Uhr | Perchtoldsdorf Devils (1L) 11 Vancova       | 37 : 36 (14 : 14) | UHC Stockerau (1L) 10 Rein Lorenzale         |
| 30. Jan. 2021, 15:00 Uhr | SSV Dornbirn Schoren (1L) 5 Gerbis          | 22 : 27 (11 : 13) | ZV HANDBALL WR. NEUSTADT (1L) 6 Stockhammer  |
| 30. Jan. 2021, 16:00 Uhr | UHC Admira Wien (2L) 5 Trupina, Draganic    | 28 : 32 (12 : 18) | Union Korneuburg (2L) 12 Burger              |
| 30. Jan. 2021, 18:00 Uhr | UHC Eggenburg (1L) 6 Nejedlíková            | 25 : 24 (13 : 12) | BT Füchse (1L) 5 Zizic, Edlinger             |
| 30. Jan. 2021, 18:00 Uhr | HIB Handball Graz (1L) 7 Babic              | 28 : 41 (12 : 19) | WAT Atzgersdorf (1L) 13 Gschwentner          |
| 30. Jan. 2021, 18:00 Uhr | Union St. Pölten (2L) 4 Schlögl, Urch, Betz | 18 : 26 (8 : 10)  | SC witasek Ferlach/Feldkirch (1L) 6 Urbancic |
| 30. Jan. 2021, 19:00 Uhr | UHC Tulln (2L) 6 Hüttmair                   | 18 : 29 (10 : 13) | MGA Fivers (1L) 8 Vuckovic                   |
| 15. Feb. 2021, 18:00 Uhr | HC Sparkasse BW Feldkirch (1L) 7 Haller     | 20 : 28 (12 : 19) | Hypo Niederösterreich (1L) 6 Schindler       |

### Viertelfinale
| Datum, Uhrzeit           | Heimmannschaft                              | Ergebnis          | Gastmannschaft                                |
| ------------------------ | ------------------------------------------- | ----------------- | --------------------------------------------- |
| 13. März 2021, 19:00 Uhr | MGA Fivers (1L) 6 Topic                     | 26 : 28 (15 : 13) | UHC Eggenburg (1L) 8 Nejedlíková              |
| 13. März 2021, 19:00 Uhr | ZV HANDBALL WR. NEUSTADT (1L) 8 Stockhammer | 24 : 33 (12 : 15) | Hypo Niederösterreich (1L) 7 Wess             |
| 14. März 2021, 16:00 Uhr | Union Korneuburg (2L) 8 Burger              | 24 : 34 (11 : 18) | SC witasek Ferlach/Feldkirchen (1L) 9 Senitza |
| 14. März 2021, 17:00 Uhr | WAT Atzgersdorf (1L) 9 Dramac               | 33 : 22 (17 : 12) | Perchtoldsdorf Devils (1L) 5 Vcelar           |

### Halbfinale
| Datum, Uhrzeit           | Heimmannschaft                                                   | Ergebnis          | Gastmannschaft                                |
| ------------------------ | ---------------------------------------------------------------- | ----------------- | --------------------------------------------- |
| 10. Apr. 2021, 19:00 Uhr | UHC Eggenburg (1L) 3 Schretzmeier, Schaupp, Majetic, Nejedlíková | 20 : 34 (10 : 18) | WAT Atzgersdorf (1L) 7 Gschwentner            |
| 5. Mai 2021, 20:00 Uhr   | Hypo Niederösterreich (1L) 6 Wess                                | 33 : 15 (16 : 7)  | SC witasek Ferlach/Feldkirchen (1L) 4 Kavalar |

### Finale

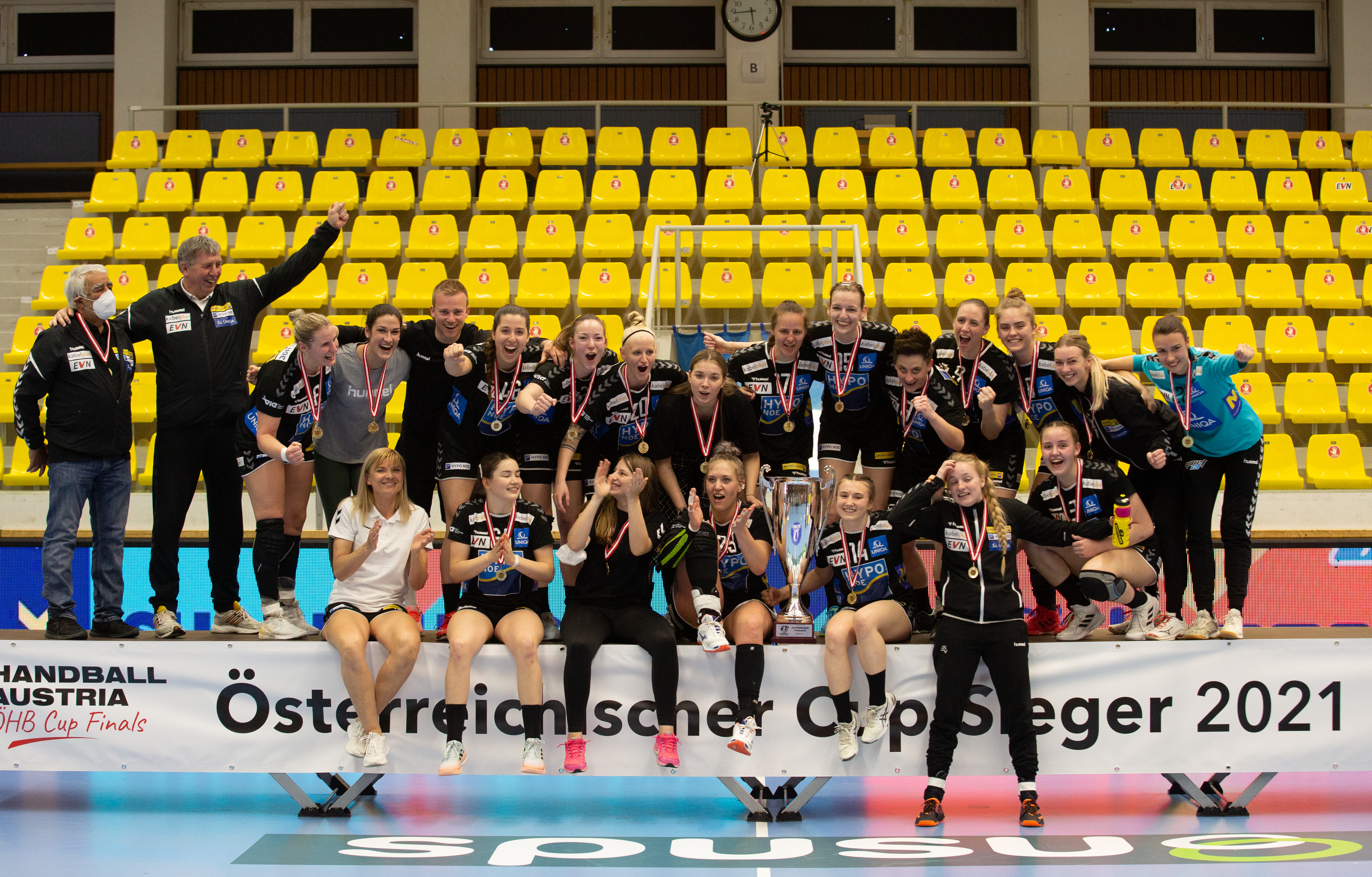
Hypo Niederösterreich mit dem Pokal

| Hypo Niederösterreich | Hypo Niederösterreich | Hypo Niederösterreich | Hypo Niederösterreich | Hypo Niederösterreich | 27 (9) | - | 25 (12) | WAT Atzgersdorf | WAT Atzgersdorf | WAT Atzgersdorf | WAT Atzgersdorf        | WAT Atzgersdorf |
| --------------------- | --------------------- | --------------------- | --------------------- | --------------------- | ------ | - | ------- | --------------- | --------------- | --------------- | ---------------------- | --------------- |
| Rückennummer          | Spieler               | Gelbe Karte           |                       | Rote Karte            | Tore   |   | Tore    | Gelbe Karte     |                 | Rote Karte      | Spieler                | Rückennummer    |
| 3                     | Nora Leitner          |                       |                       |                       | 0      |   | 0       |                 |                 |                 | Mirijam Steyrer        | 3               |
| 6                     | Mirela Dedic          |                       |                       |                       | 1      |   | 4       | 1               | 1               |                 | Anabel Cosic           | 6               |
| 8                     | Sarah Draguljic       |                       |                       |                       | 0      |   | 0       |                 |                 |                 | Anna Schuster          | 8               |
| 9                     | Johanna Schindler     |                       |                       |                       | 6      |   | 2       |                 | 2               |                 | Lilly Fehringer        | 10              |
| 13                    | Sabrina Hödl          |                       |                       |                       | 2      |   | 1       |                 |                 |                 | Kristina Dramac        | 13              |
| 14                    | Larissa Bures         |                       |                       |                       | 0      |   | 0       |                 |                 |                 | Sara Mustedanagic      | 14              |
| 15                    | Claudia Wess          |                       |                       |                       | 9      |   | 1       |                 |                 |                 | Annika Zlabinger       | 17              |
| 17                    | Johanna Bauer         |                       | 1                     |                       | 0      |   | 0       |                 |                 |                 | Rita Wernert           | 18              |
| 20                    | Yvonne Riesenhuber    |                       |                       |                       | 1      |   | 3       |                 | 2               |                 | Lilli Gschwentner      | 19              |
| 27                    | Anna Hajgato          |                       |                       |                       | 0      |   | 0       |                 |                 |                 | Nicole Ivkic           | 21              |
| 29                    | Stefanie Kaiser       | 1                     | 2                     |                       | 4      |   | 0       |                 |                 |                 | Joy Estelle Luchsinger | 22              |
| 33                    | Stephanie Reichl      |                       |                       |                       | 0      |   | 1       |                 |                 |                 | Anna Leitner           | 26              |
| 36                    | Bernadett Mlinko      | 1                     | 1                     |                       | 0      |   | 0       |                 | 1               |                 | Melanie Sujer          | 56              |
| 46                    | Elena Berlini         |                       | 1                     |                       | 3      |   | 0       |                 |                 |                 | Vanessa Geringer       | 66              |
| 64                    | Ana Pandza            |                       | 1                     |                       | 1      |   | 0       |                 | 1               |                 | Anna-Maria Lauter      | 96              |
| 66                    | Lea Krenn             |                       |                       |                       | 0      |   | 13      | 1               | 1               |                 | Johanna Reichert       | 99              |
| Trainer               | Ferenc Kovacs         |                       |                       |                       |        |   |         |                 |                 |                 | Oliver Haunold         | Trainer         |

Schiedsrichter: Stefan Gehart & Stefan Stangl